# ネクロフォビック
ネクロフォビック（Necrophobic）は、スウェーデン・ストックホルム出身のブラックメタル/デスメタルバンド。

## 略歴
1989年にスウェーデンの首都・ストックホルムで結成。同年中に1stデモ『Realm of Terror』をリリース。同デモテープ時点でのメンバーは、ステファン・サンデル (Vo、B)、ダーヴィッド・パーランド (G)、ヨアキム・ステーナー (Ds)の3名。その後、1990年に2ndデモ『Slow Asphyxiation』をリリース。その後、ステファン・サンデルが脱退し、ステファン・ハールヴィク (Vo)とヨアキム・スターベル (B)が加入。1991年に3rdデモ『Unholy Prophecies』をリリース。このデモテープは、約200本自主リリースされたが、その後5000本ワイルド・ラッグス・レコードから追加リリースされている。更に、ヨアキム・スターベルが短期間で脱退し、トビアス・シーデゴード (B)が加入。デモテープの再発を行ったワイルド・ラッグス・レコードから1stEP『The Call』をリリース。この後、ステファン・ハールヴィクが脱退。アンデシュ・ストロキルク (Vo)が加入。
エッジ・オブ・サニティなどが所属するブラック・マーク・プロダクションと契約し、1993年に1stアルバム『The Nocturnal Silence』をリリース。これと前後して、アンデシュ・ストロキルクが脱退。ボーカリストは補充されず、ベーシストのトビアス・シーデゴードがベースに加えてボーカルを兼任するようになる。更に、マルティン・ハーフダン (G)が加入し、ツインギター体制に変化する。1996年に2ndEP『Spawned by Evil』をリリース。リリース後には、オリジナルメンバーのダーヴィッド・パーランドが脱退し、セバスティアン・ラムステッド (G)が加入。1997年に2ndアルバム『Darkside』をリリース。同アルバムには、ディセクションのジョン・ノトヴェイトがゲスト参加している。1999年に3rdアルバム『The Third Antichrist』をリリース。同アルバムは、日本クラウンから日本盤がリリースされ、日本デビュー盤となった。
その後、ブラック・マーク・プロダクションから離脱、オランダのハンマーハート・レコードに移籍。更に、マルティン・ハーフダンが脱退し、ダーヴィッド・パーランドが再加入するが短期間で脱退し、ヨハン・バーゲバック (G)が加入。2002年に4thアルバム『Bloodhymns』をリリース。その後、コンピレーション・EPをリリースするが、ハンマーハート・レコードから離脱。リゲイン・レコードに移籍。2006年に5thアルバム『Hrimthursum』をリリース。その後、アレックス・フリベリ (B)が加入し、トビアス・シーデゴードがボーカル専任となる。2009年に6thアルバム『Death to All』をリリース。リリースから少しして、セバスティアン・ラムステッドとヨハン・バーゲバックのギタリスト2人が脱退。アンリーシュドで活動するフレドリック・フォルケと元ディスメンバーのロベルト・センネバックが加入。更に、リゲイン・レコードから離脱し、フランスのシーズン・オブ・ミストに移籍。アルバムに参加することなく、ロベルト・センネバックが脱退。これを受けて、トビアス・シーデゴードがギターを兼任することになる。2013年に7thアルバム『Womb of Lilithu』をリリース。リリース後、トビアス・シーデゴードが脱退。
2014年4月、1990年代前半に短期間在籍したアンデシュ・ストロキルク (Vo)が復帰。また2016年にはフレドリック・フォルケが脱退し、旧メンバーのセバスティアン・ラムステッドとヨハン・ベルゲバックが復帰した。2018年にセンチュリー・メディア・レコードより8thアルバム『Mark of the Necrogram』をリリース。2019年8月、ベーシストのアレックス・フリベリが脱退した。12月に、後任としてアラン・ルンドホルム (B)が加入したことが発表された。2020年に9thアルバム『Dawn of the Damned』をリリース。同アルバムはワードレコーズ傘下のレーベル・ケイオスレインズより日本盤がリリースされた。本アルバムは、3rdアルバム以来、実に21年ぶりに日本盤がリリースされたアルバムとなった。
2021年11月、ベーシストのルンドホルムの脱退が発表された。ルンドホルムの代役は発表されなかったが、ライヴサポートとしてグレイヴのトビアス・クリスティアンソン (B)が参加している。

## メンバー

### 現ラインナップ
- アンデシュ・ストロキルク (Anders Strokirk) - ボーカル (1992–1994, 2014– )
1990年代前半に短期間在籍。2014年に復帰した。ブラックシャインでも活動。
- セバスティアン・ラムステッド (Sebastian Ramstedt) - ギター (1996–2011, 2017– )
- ヨハン・バーゲバック (Johan Bergebäck) - ギター (2001–2011, 2017– )
ディスメンバーでも活動。
- ヨアキム・ステーナー (Joakim Sterner) - ドラムス (1989– )
現在在籍する唯一のオリジナルメンバー。

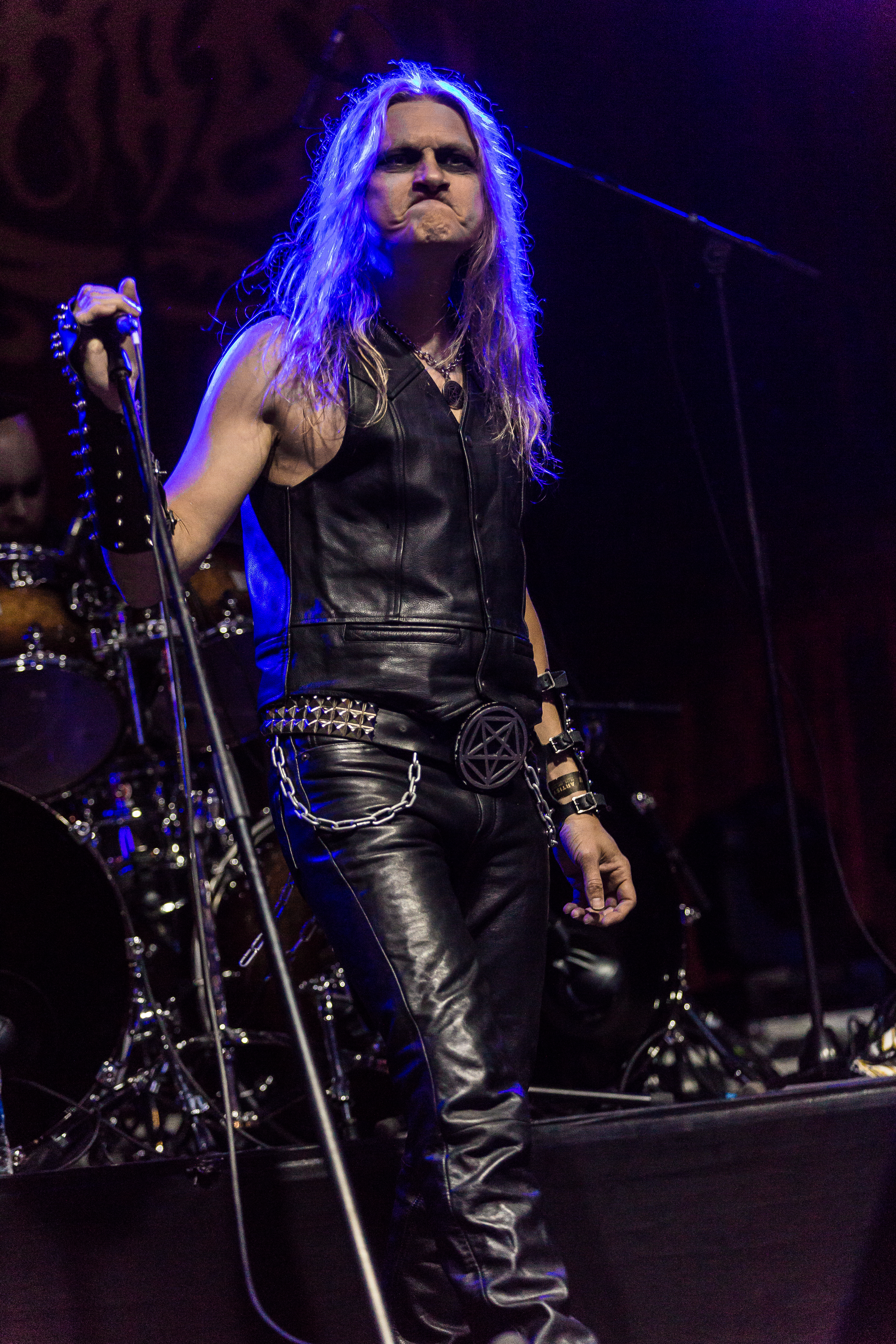
アンデシュ・ストロキルク(Vo) 2018年
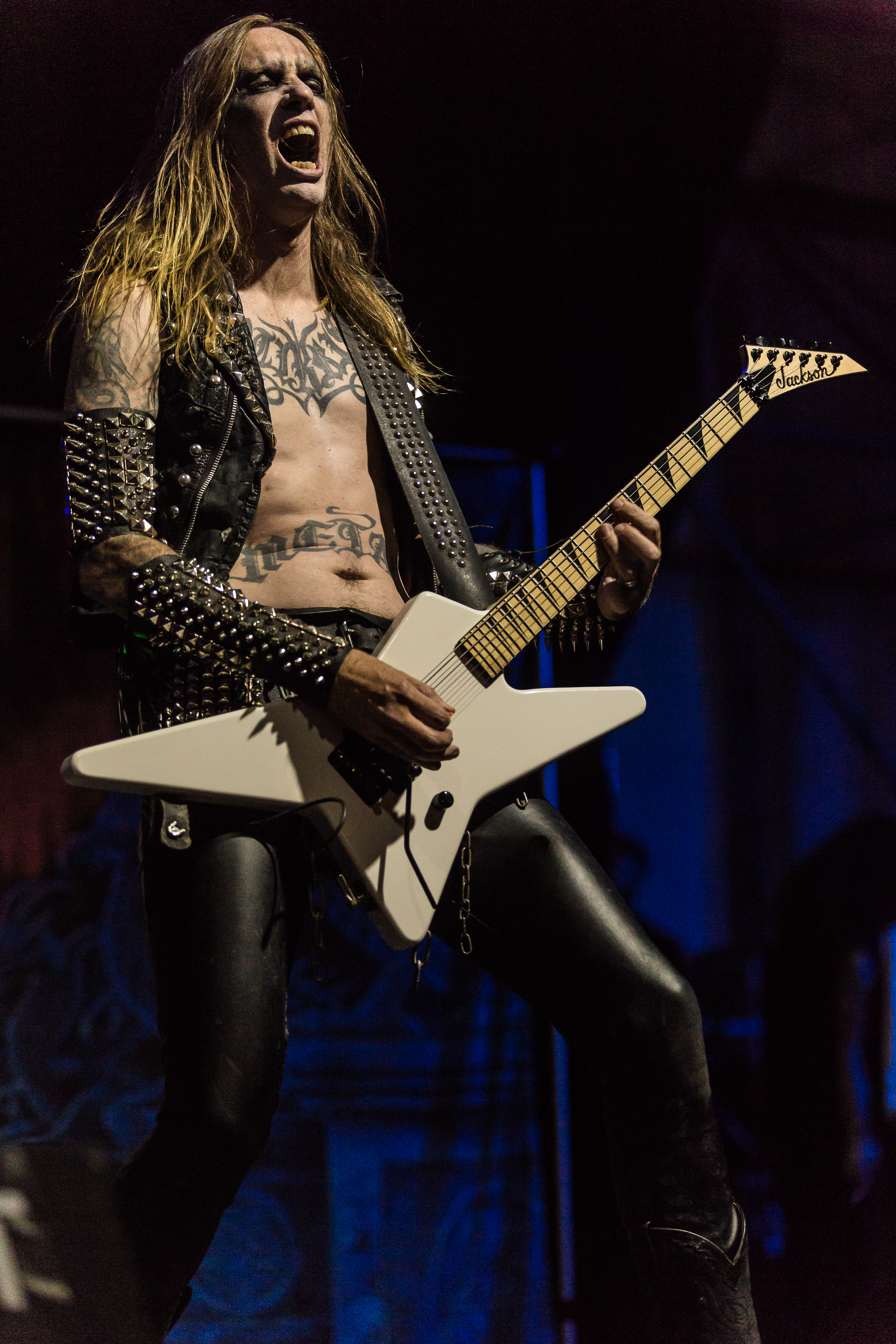
セバスティアン・ラムステッド(G) 2018年
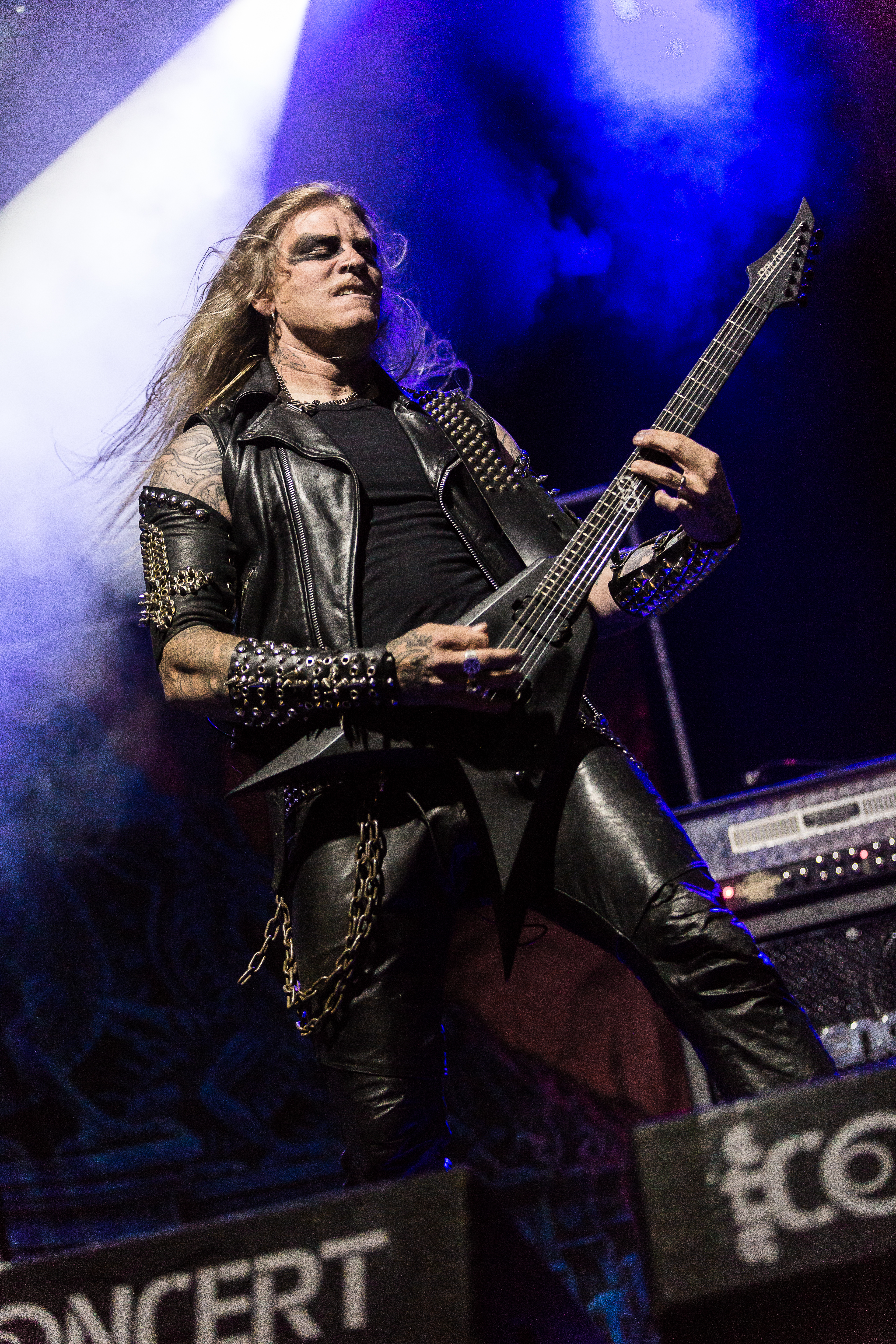
ヨハン・バーゲバック(G) 2018年
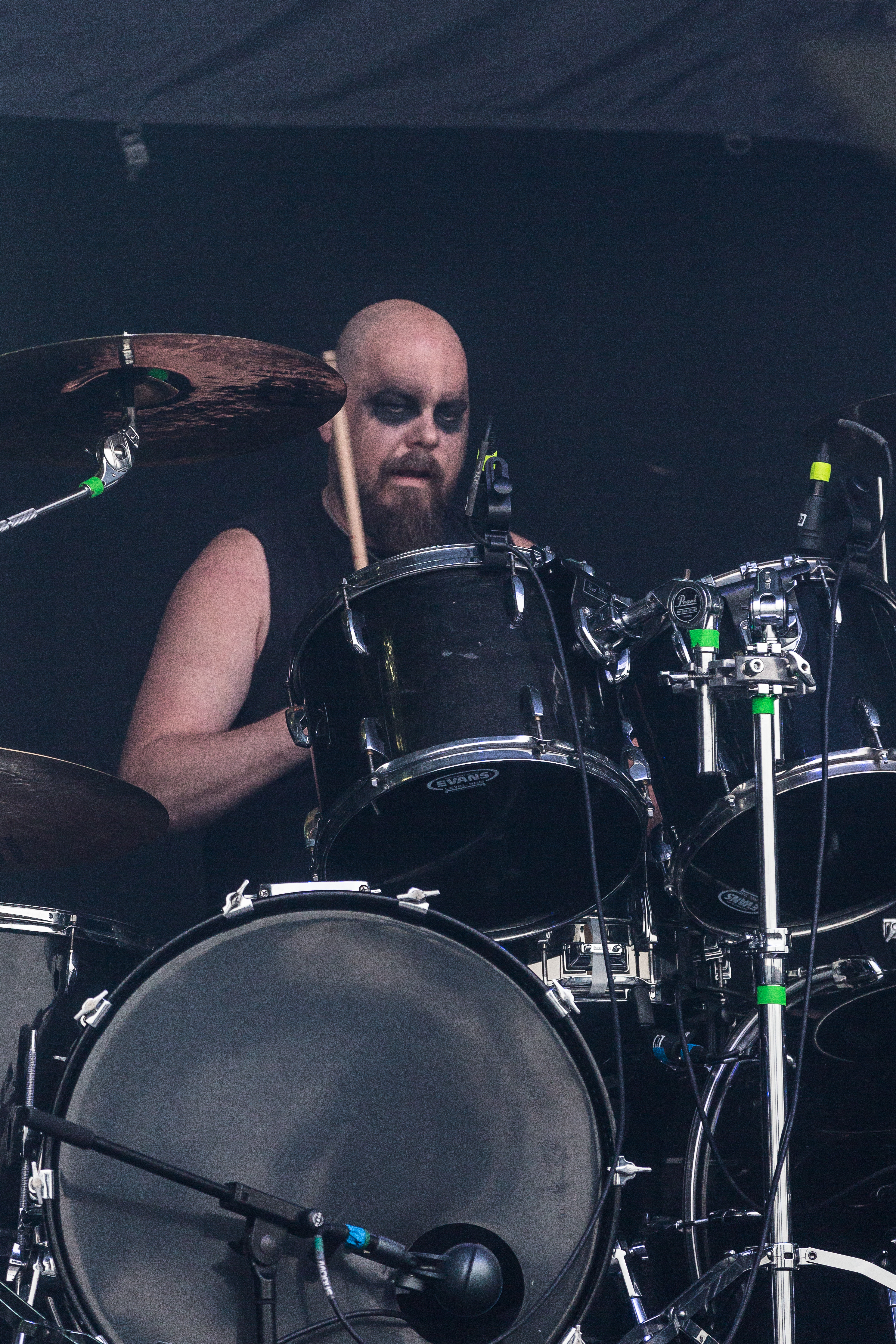
ヨアキム・ステーナー(Ds) 2017年

### 旧メンバー

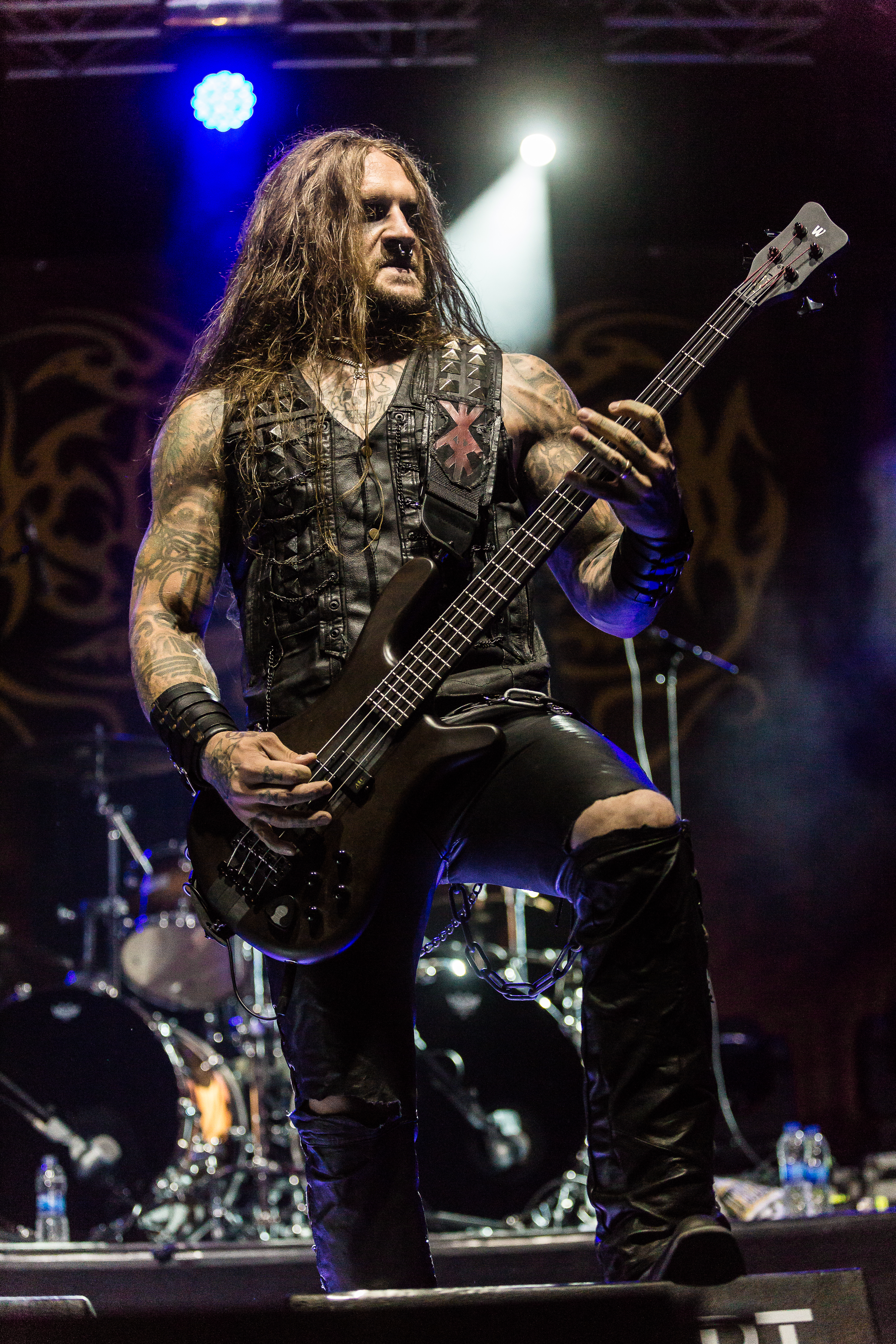
アレックス・フリベリ(B) 2018年

- ステファン・サンデル (Stefan Zander) - ボーカル/ベース (1989–1990)
- ステファン・ハールヴィク (Stefan Harrvik) - ボーカル (1989–1993)
- トビアス・シーデゴード (Tobias Sidegård) - ボーカル/ギター (1991–2013)
加入当初はベース専任。1994年以降、ボーカルとベースを兼任。2008年のアレックス・フリベリ加入でボーカル専任となり、2013年にロベルト・センネバックの脱退を受けてボーカルとギターを兼任した。
- ダーヴィッド・パーランド (David Parland) - ギター (1989–1996, 2000–2001)
2013年3月19日逝去（42歳没）[7]。ブラックムーン (Blackmoon)というステージネームも使用していた[7]。ダーク・フューネラルでも活動[7]。
- マルティン・ハーフダン (Martin Halfdan) - ギター (1993–2000)
- ロベルト・センネバック (Robert Sennebäck) - ギター (2011–2013)
アンリーシュド、ディスメンバーで活動。
- フレドリック・フォルケ (Fredrik Folkare) - ギター (2011–2017)
アンリーシュドで活動。
- ヨアキム・スターベル (Joakim Stabel) - ベース (1991)
- アレックス・フリベリ (Alexander "Alex" Friberg) - ベース (2008–2019)
ナグルファーにライヴサポートとして参加している。
- アラン・ルンドホルム (Allan Lundholm) - ベース (2019-2021)
インターメント、サークル・オヴ・ケイオスでも活動。

## ディスコグラフィー

### アルバム
- 1993年 The Nocturnal Silence
- 1997年 Darkside
- 1999年 The Third Antichrist
- 2002年 Bloodhymns
- 2006年 Hrimthursum
- 2009年 Death to All
- 2013年 Womb of Lilithu
- 2018年 Mark of the Necrogram[8]
- 2020年 Dawn of the Damned

### デモ
- 1989年 Realm of Terror
- 1990年 Slow Asphyxiation
- 1991年 Unholy Prophecies
- 1994年 Bloodfreezing

### EP
- 1993年 The Call
- 1996年 Spawned by Evil

### シングル
- 2013年 Splendour Nigri Solis